# Chemical News
Chemical News は、1859年から1932年までロンドンで発刊された学術雑誌。化学に関する記事を中心に掲載する週刊逐次刊行物としては世界で最初のものといわれる。論文等では Chem. News と略記される。
1842年11月1日に創刊された月2回発刊の雑誌 The chemical gazette (or, Journal of practical chemistry) を吸収する形で、1859年12月10日にウィリアム・クルックスによって The Chemical News として創刊される。しばらくはクルックスが編集長を務めた。
1861年1月5日号から The Chemical news and journal of physical science と改名され、さらに1921年7月1日号より The Chemical news and journal of industrial science となる。1932年10月に第145巻（通巻3781号）をもって廃刊。内容はChemical products and the chemical news に引き継がれた 。